# Enkidu

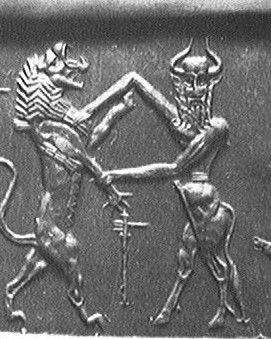
Enkidu luchando contra un león

Enkidu es un personaje de la mitología sumeria, compañero de aventuras del rey y héroe mitológico Gilgamesh.
Su leyenda narra que, en vista de la fuerza y la gran vanidad de Gilgamesh, la diosa Aruru decide crear una criatura capaz de vencer en combate al rey sumerio. Entonces forma a Enkidu a partir de la arcilla y lo envía a la tierra.
Enkidu aparece como un ser primitivo e incivilizado, aunque no deja de ser un personaje positivo que se convierte en compañero del héroe. Representa la naturaleza y la vida rural y campesina frente a la civilización y los valores urbanos que representan a su amigo Gilgamesh.
Enkidu o Eabani era un hombre primitivo y salvaje, que vivía cubierto de pieles de animales. Abandonó su tarea de pastorear animales en la ciudad de Uruk tras ser seducido por una sacerdotisa de Ishtar. Se encontró frente a Gilgamesh en una lucha, pero luego se volvieron amigos y lucharon juntos contra el Toro del Cielo (Gugalanna) y lo derrotaron. Los dos colaboraron en el renacimiento de la ciudad y en su fortalecimiento. Debido a su unión, hicieron progresar y renovar la cultura caldeo-babilónica hace aproximadamente 5000 años. Los roces de Gilgamesh con los sacerdotes y algunas diferencias con las prácticas del santuario de Ishtar hicieron que estos invocaran a los dioses y se produjesen enfermedades y muchos problemas en la sociedad. Como consecuencia, murió Enkidu o Eabani. La muerte de su amigo fue un duro golpe para Gilgamesh, que intentó entender la inmortalidad del alma.
No existe fuera de las historias relacionadas con Gilgamesh. Según los conocimientos actuales, nunca fue un dios al que adorar y está ausente de las listas de deidades de la antigua Mesopotamia. Parece aparecer en una invocación de la era paleobabilónica destinada a silenciar a un bebé que llora, texto que también evoca el hecho de que se afirmaría que Enkidu determinó la medida del paso del tiempo durante la noche, aparentemente en relación con su papel como guardián del rebaño en la noche en la epopeya.